# Bältesväska

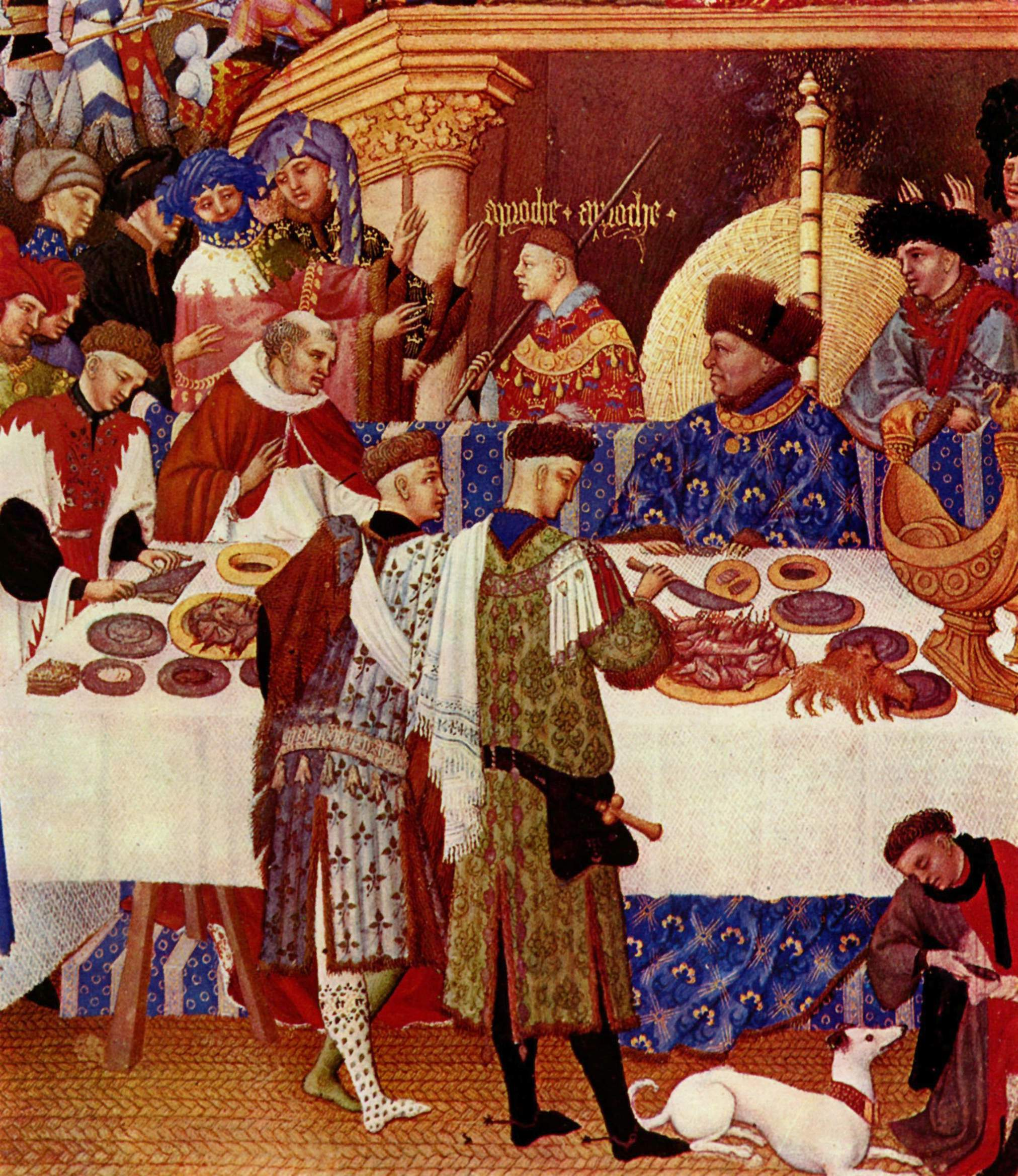
Herren till höger framför bordet har en svart bältesväska på sig och har även stuckit in sin dolk vid väskan. 1400-tal.

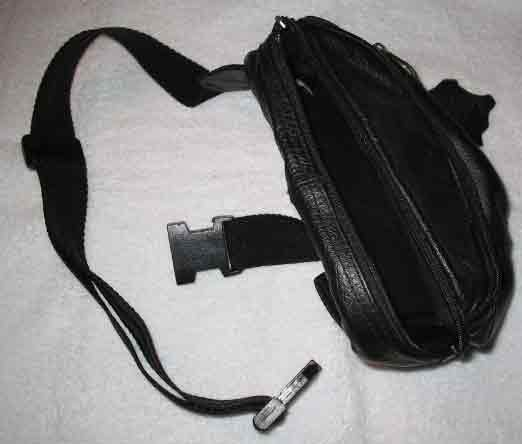
Midjeväska.

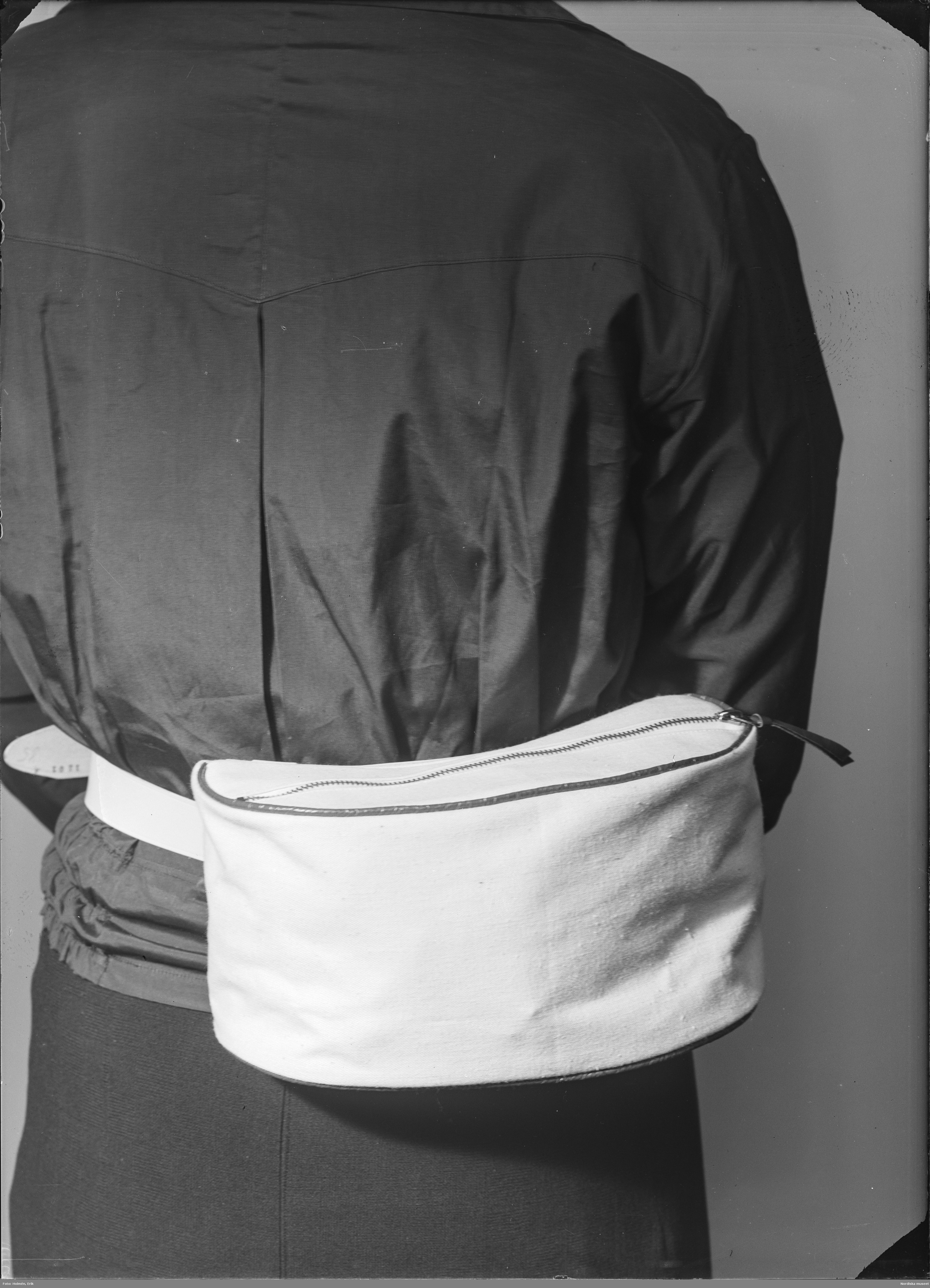
Midjeväska på modefoto från NK 1937.

En bältesväska är en liten väska som bärs hängande i ett bälte. Väskan kan endera vara tillverkad i ett stycke med bältet eller ha hällor där ett bälte träs in. I väskan förvaras personliga tillhörigheter och småsaker och fungerar som ett alternativ eller komplement till fickor och handväska.
De tidigaste exemplen av bältesväskor är från folkvandringstid. De har påträffats i en svensk grav (Högom) och i norska gravar från samma tid. I väskan har förvarats sax alternativt en kam (tillverkad av horn). Exklusiva beslag till bältesväskor har påträffats i offerplats Finnestorp. Bältesväskor i läder var vanligt förekommande under medeltiden. 
En midjeväska eller magväska är en typ av bältesväska med integrerat bälte som är tänkt att bäras runt midjan. Den tillverkas vanligen av syntetmaterial och brukar ha en dragkedja utvändigt och ett par separata fack invändigt. Vissa väskor av den här typen blir enkla ryggsäckar om de vänds ut och in. Midjeväskan är avsedd att användas särskilt under resor och vid friluftsliv. Det är vanligt att torgförsäljare använder magväskor för lättillgänglig förvaring av växelkassan. Ordet midjeväska är belagt sedan 1991.
En senare benämning av väsktypen är becknarväska, av beckna = försälja, nasa, sälja och langning. Ett vanligt sätt att bära becknarväska är över axeln och huvudet och med själva väskan på bröstet eller under armen, det vill säga mer som en axelväska. Hösten 2020 blev becknarväskan uppmärksammad i Sverige, när rektorn för Jensens grundskola i Göteborg införde klädkod för högstadieelever, varvid eleverna avråddes från bland annat "En kombination av klädesplagg som ungdomar och vuxna idag associerar med machokultur, utanförskap/kriminalitet. Mjukisbyxor och så kallad becknarväska kan vara ett exempel."